# Petite rivière du Monument
Pour les articles homonymes, voir Monument (homonymie).
La Petite rivière du Monument coule dans la municipalité de Saint-Théophile, dans la municipalité régionale de comté (MRC) de Beauce-Sartigan, dans la région administrative de Chaudière-Appalaches, au Québec, au Canada.

## Géographie
La Petite rivière du Monument est un affluent de la rive sud-ouest de la rivière du Monument laquelle se déverse sur la rive est de la rivière du Loup ; puis le courant se déverse successivement sur la rive est de la rivière Chaudière et sur la rive sud du fleuve Saint-Laurent.
Elle prend sa source en zone montagneuse dans le canton de Marlow dans la municipalité de Saint-Théophile. Cette zone est située à 3,5 km au nord-ouest de la frontière du Comté de Somerset au Maine (États-Unis) et de la MRC de Beauce-Sartigan au Québec (Canada).
À partir de sa source, le cours de la "Petite rivière du Monument" coule sur 5,5 km vers le nord en zone forestière dans une petite vallée encastrée. Du côté ouest de son cours, un sommet de montagne atteint 572 m.
Les principaux bassins versants voisins de la Petite rivière du Monument sont :
- côté nord :  rivière du Monument, rivière du Loup ;
- côté est : rivière du Monument, ruisseau Laurison ;
- côté sud : ruisseau Caouette, rivière Noire ;
- côté ouest :ruisseau Caouette, rivière du Loup, rivière Chaudière.

## Toponymie
Le toponyme "Petite rivière du Monument" a été officialisé le 5 décembre 1968 à la Commission de toponymie du Québec.